# Pomnik Martyrologii Rozstrzelanych 20 października 1943 roku w Krakowie
Pomnik Martyrologii Rozstrzelanych 20 października 1943 roku – pomnik w formie kamienia pamiątkowego znajdujący się w Krakowie przy ulicy Artura Grottgera, w rejonie Młynówki Królewskiej, w historycznej dzielnicy Łobzów, wchodzącej w skład Dzielnicy V Krowodrza.
Obelisk upamiętnia egzekucję polskich zakładników zamordowanych w ramach retorsji stosowanych przez Niemców w czasie II wojny światowej. Spośród dwudziestu rozstrzelanych ofiar ustalono personalia dwóch osób: Tadeusza Fornala i Tomasza Marszałka.
Pomnik wykonany z granitu o wysokości 200 cm odsłonięty został 4 sierpnia 1946. Napis na kamieniu brzmi:
MIEJSCE UŚWIĘCONE
 
MĘCZEŃSKĄ KRWIĄ

POLAKÓW WALCZĄCYCH

O WOLNOŚĆ

TU DNIA 20 PAŹDZIERNIKA 1943

HITLEROWCY ROZSTRZELALI 20 POLAKÓW